# Златко Машек
Златко Машек (Требиње 31. октобар 1928 — Загреб, 20. септембар 1993) био је југословенски репрезентативац у стрељаштву, учесник Олимпијских игара.

## Биографија
Машек је рођен 31. октобра 1928. године у Требињу. У спортској каријери се бавио стрељаштвом. Био је члан Младости из Загреба. Такмичио се на Олимпијским играма у Хелсинкију 1952. године у дисциплини малокалибарска пушка 50 метара (60 хитаца, лежећи) освојио је 47. место, а у дисциплини малокалибарска пушка 50 метара (3x40 метака) 26. место. На Олимпијским играма 1956. године у Мелбурну био је 18. у дисциплини малокалибарска пушка 50 метара (3x40 хитаца), а у дисциплини малокалибарска пушка 50 метара (60 хитаца, лежећи) завршио је такмичење на 13. месту.
На Светском првенству 1954. године у Каракасу, освојио је сребрну медаљу екипно у дисциплини пушка 300 м. По занимању је био ветеринар и радни век је провео у млекарској индустрији.
Преминуо је у Загребу 20. септембра 1993. године.